# Фердинанд Австрійський
Фердина́нд Австрі́йський (нім. Ferdinand von Österreich), повне ім'я Фердинанд Карл Макс Франц Отто Конрад Марія Йозеф Ігнатіус Ніколаус Габсбург-Лотаринзький (нім. Ferdinand Karl Max Franz Otto Konrad Maria Joseph Ignatius Nikolaus Habsburg-Lothringen), ( 6 грудня 1918 —  6 серпня 2004) — австрійський ерцгерцог з династії Габсбургів, син ерцгерцога Максиміліана Євгена Австрійського та принцеси Франциски Гогенлое-Вальденбург.

## Біографія
Фердинанд народився 6 грудня 1918 року у Відні у новоствореній республіці Німецька Австрія. Він був первістком в родині ерцгерцога Максиміліана Євгена Австрійського та його дружини Франциски Гогенлое-Вальденбург. Дядько Карл, що був імператором, вже відсторонився від влади і виїхав до Екартзау на кордоні з Угорщиною та Словаччиною. Весною 1919 Максиміліан з родиною теж залишив країну. У 1925 році в сім'ї народився ще один син, Генріх.
У 1956 році Фердинанд побрався із 18-річною графинею Єленою Тоеррінг-Єттенбаською, донькою Карла Теодора Тоеррінг-Єттенбах і грецької принцеси Єлизавети. Цивільна церемонія пройшла 6 квітня в родовому маєтку нареченої — замку Зеєфельд. Релігійне освячення шлюбу відбулося 10 квітня. У подружжя народилося троє дітей.
Помер Фердинанд в Ульмі 6 серпня 2004. Йому було 85 років.

## Родина
Дружина — Єлена Тоеррінг-Єттенбаська
Діти:
- Єлизавета (1957—1983) — була одружена із Джеймсом Літчфілдом, дітей не мала;
- Софія (нар.1959) — одружена із князем Маріано Гуго Віндіш-Грецом, має трьох дітей;
- Максиміліан (нар.1961) — одружений із Сарою Майєю Аль-Аскарі, має трьох дітей.